# Joseph Kony

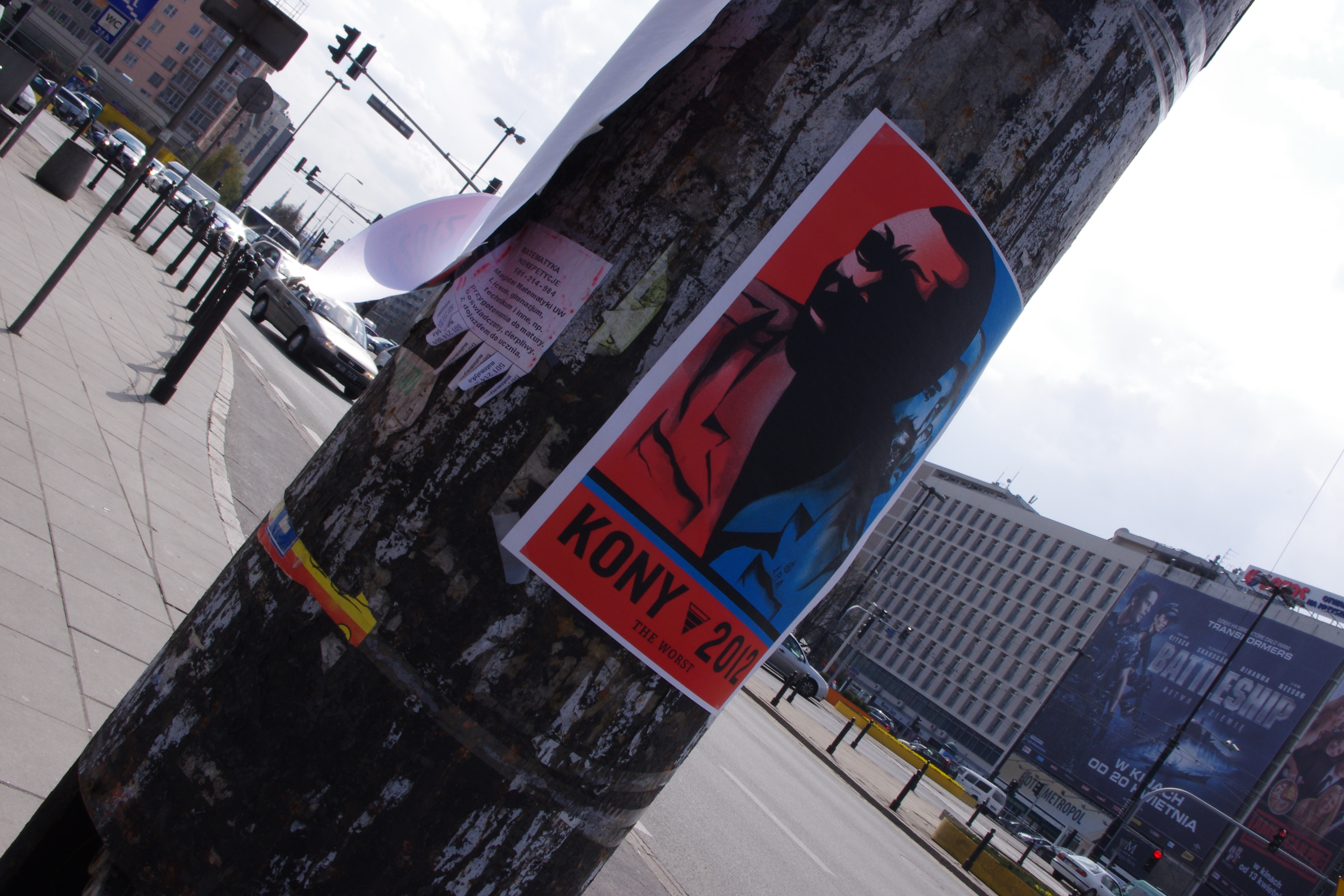
Plakat der Aktion Kony 2012 am Roman-Dmowski-Kreisel in Warschau neben dem Gebäude der Rotunde PKO (21. April 2012)

Joseph Rao Kony (* um 1961 in Odek, Uganda) ist ein Kriegsverbrecher und Führer der Lord’s Resistance Army („Widerstandsarmee des Herrn“, LRA), einer Rebellengruppe, die die Zivilbevölkerung im Norden Ugandas und später auch in der Zentralafrikanischen Republik und Demokratischen Republik Kongo sowie Südsudan terrorisiert und der Regierung Ugandas unter Yoweri Museveni den Krieg erklärt hatte, mit dem Ziel, ein theokratisches Herrschaftssystem in Uganda einzuführen, das auf den biblischen Zehn Geboten basieren sollte. Nach ihm wird seit dem Jahr 2005 weltweit mit Haftbefehl durch den internationalen Strafgerichtshof mit Sitz in Den Haag gefahndet. Sein Aufenthaltsort ist unbekannt, er wird in der Grenzregion Kafia Kingi zwischen dem Sudan und Südsudan vermutet. In dem Jahr erließ der IStGH ebenso Haftbefehle gegen Konys Stellvertreter Vincent Otti und die Kommandeure Raska Lukwiya, Okot Odhiambo und Dominic Ongwen. Ongwen wurde gefasst und 2021 verurteilt; Lukwiya, Odhiambo und Otti sind tot.
Die von Kony seit 1987 angeführte Lord’s Resistance Army soll im LRA-Konflikt geschätzt 66.000 Kinder entführt und zu Soldaten ausgebildet haben und wird für die interne Vertreibung von mehr als zwei Millionen Menschen verantwortlich gemacht. Im November 2022 wollte der Ankläger des IStGH gegen Joseph Kony Anklage erheben.
Inzwischen gilt Kony als verschollen.

## Leben
Joseph Kony, ein Acholi, wurde 1961 als Kind einer armen Familie im nordugandischen Dorf Odek geboren. Er entwickelte sich von einem katholischen Ministranten und Schulabbrecher zu einem schwer fassbaren und brutalen Rebellenführer, der sich selbst als Geistermedium, Gebieter und Befreier bezeichnet. Kony trat erstmals im Januar 1987 im vermuteten Alter von 26 Jahren auf. Er führte die LRA an, die er als eine von zahlreichen Gruppierungen, die nach dem Zerfall des Holy Spirit Movement seiner Cousine (manche Quellen sprechen von Tante, z. B. Hope-international) Alice Auma Lakwena entstanden, begründet hatte. Von dieser wurde er maßgeblich beeinflusst.
Er erhielt 1986 angeblich vom „Heiligen Geist“ den Befehl, die LRA zu gründen, und verließ unbewaffnet seinen Heimatort Odek zusammen mit 11 Anhängern am 1. April 1987. Im selben Jahr stieß sein späterer Generalleutnant Vincent Otti zu seiner Gruppe, den er 2007 wegen einer angeblichen Verschwörung gegen ihn erschießen ließ.
Konys Gruppierung setzt sich für einen christlich-theokratischen Staat in Uganda auf der Basis der Bibel und der Zehn Gebote ein. Die Mehrehe ist in Konys Konzeption des christlichen Fundamentalismus gemäß dem Alten Testament gestattet, das Schwein wird gemäß einschlägigen Äußerungen des Alten Testaments als ein unreines Tier aufgefasst und der Verzehr von Schweinefleisch untersagt. Kony selbst bekundete, dass er vom „Heiligen Geist“ in seinem Kampf angeführt werde.
2008 hielt er sich unter anderem in der Demokratischen Republik Kongo auf, wo er aufgrund der geografischen und politischen Gegebenheiten nur schwer gestellt werden kann. Seit 2010 wird er – unter sudanesischem Schutz – in der Enklave Kafia Kingi vermutet.

## Anklagen
Nach fast 20 Jahren Terror wurden am 13. Oktober 2005 die Ermittlungen beim Internationalen Strafgerichtshof eingeleitet und ein Haftbefehl erhoben. Es heißt, dass Kony Ende 2003 befohlen habe, Zivilisten zu töten, zu berauben und zu verschleppen, darunter solche, die in Camps für Binnenvertriebene lebten. Darauf hätten die hohen Kommandeure der LRA und alle Brigade-Kommandeure begonnen, verschiedene Regionen in Uganda anzugreifen. Der Haftbefehl gegen Joseph Kony nennt 33 Anklagepunkte, darunter:
- 12 Punkte wegen Verbrechen gegen die Menschlichkeit (vorsätzliche Tötung, Versklavung, Zwangsprostitution, Vergewaltigung, unmenschliche Handlungen: schwere Verletzungen der körperlichen und geistigen Gesundheit)
- 21 Punkte wegen Kriegsverbrechen (vorsätzliche Tötung, grausame Behandlung von Zivilpersonen, vorsätzliche Angriffe auf die Zivilbevölkerung, Plünderung, Anstiftung zur Vergewaltigung, Zwangsrekrutierung von Kindern)

Im März 2009 wurde der Gesetzesentwurf des Lord’s Resistance Disarmament and Northern Uganda Recovery Act of 2009 vorgelegt und im März 2010 vom US-Kongress angenommen. Im Zuge dessen wurden 100 US-Soldaten als Berater entsandt.
Am 24. März 2014 berichtet die Washington Post über die Verlegung von vier US-amerikanischen VTOL-Transportern vom Typ CV-22 Osprey und die Entsendung von 150 Soldaten des Air Force Special Operations Command (AFSOC) nach Uganda. Die Soldaten sollen die Suche nach Joseph Kony unterstützen. Im April 2017 teilte ein Sprecher der ugandischen Armee mit, dass die Suche nach Kony eingestellt werde. Seine LRA sei auf unter 100 Mitglieder geschrumpft und stelle somit keine Gefahr mehr für das Land dar.

## Kony 2012
Die Organisation Invisible Children Inc. startete 2011/12 die Kampagne Kony 2012 zur Ergreifung Joseph Konys. Dadurch gerieten die Taten Konys stark in den Fokus der Öffentlichkeit. Wenig später kündigte die Afrikanische Union an, 5000 Soldaten nach Zentralafrika zu entsenden, um Joseph Kony dort festzunehmen. Ende Juni 2012 stimmte der UN-Sicherheitsrat in einer Präsidialerklärung der Entsendung der Truppen zur Ergreifung Konys und zur Zerschlagung seiner Widerstandsarmee zu. Im Januar 2013 wurde Konys Leibwächter und Chef-Logistiker getötet. Anfang April desselben Jahres setzten die USA ein Kopfgeld in Höhe von 5 Mio. US-Dollar (3,9 Mio. Euro) auf Kony aus.